# The Lord of the Rings: Gollum
The Lord of the Rings: Gollum – przygodowa gra akcji stworzona przez studio Daedalic Entertainment, wydana przez Daedalic Entertainment i Nacon. Inspiracją dla niej był Władca Pierścieni J.R.R Tolkiena. Premiera na konsole PlayStation 5, PlayStation 4, Xbox Series X/S, Xbox One i komputery osobiste z systemem operacyjnym Windows odbyła się 25 maja 2023. Zaplanowano także wersję na konsolę Nintendo Switch.

## Fabuła i rozgrywka
Fabuła rozgrywa się pomiędzy wydarzeniami z Hobbita, czyli tam i z powrotem a Władcy Pierścieni i koncentruje się na postaci Golluma, toczącego wewnętrzny konflikt pomiędzy sobą a Sméagolem. Postać przemierza Śródziemie (w tym m.in. Barad-dûr i Mroczną Puszczę), żeby dotrzeć do Bilba Bagginsa i odebrać mu Jedyny Pierścień. W tym celu musi unikać sług Saurona, wykorzystując do tego swoją zwinność, jak również skradanie się i podstęp, mogąc eliminować wrogów na różne kreatywne sposoby. W Gollumie pojawiają się zarówno postacie kanoniczne, np. Szeloba, jak i nowe, stworzone przez scenarzystów na potrzeby gry.

## Produkcja
Daedalic Entertainment ogłosiło pracę nad grą w marcu 2019, jako premierę podając rok 2021. Po ogłoszeniu współpracy z Naconem premiera została przesunięta na 2022. W maju 2022 premierę wyznaczono na 1 września tego samego roku, co miało zbiec się z premierą osadzonego w Śródziemiu serialu wyprodukowanego przez Amazon. Ostatecznie została ona przełożona na maj 2023.

## Odbiór
Po premierze gra spotkała się z w większości negatywnym odbiorem ze strony krytyków. W agregatorze Metacritic średnia jej ocen wynosi 39/100 w wersji na komputery osobiste i 35/100 na PlayStation 5. Gra krytykowana była przede wszystkim za nudną i powtarzalną mechanikę rozgrywki, niedopracowanie techniczne – zarówno liczne błędy wpływające negatywnie na granie bądź wprost je uniemożliwiające, jak i kiepskie zoptymalizowanie i niestabilność programu – oraz słabą oprawę graficzną, w przypadku wersji na komputery dodatkowo nielicującą z bardzo wysokimi wymaganiami sprzętowymi.

### Kontrowersje
Przed premierą The Lord of the Rings: Gollum z niezadowoleniem graczy spotkała się informacja odnośnie do zawartości dodatkowej oferowanej w ramach droższego wydania Precious Edition. Zawiera ono m.in. dialogi elfów w sindarinie, podczas gdy w podstawowej wersji w większości mówią one po angielsku. Twórcy stwierdzili, że dodatkowo płatne wydanie przeznaczone jest dla największych fanów twórczości Tolkiena, którzy pragną większej immersyjności.